# Гирканские леса

Полоса лесов отмечена на карте фиолетовым цветом вокруг Каспийского моря

Гирка́нские леса́ (азерб. Hirkan meşələri, перс. جنگل‌های هیرکانی‎) — экорегион умеренных широколиственных и смешанных лесов у южных берегов Каспийского моря на территории Ирана и Азербайджана. Занимают, по различным оценкам, площадь от 18 000 км² до 55 000 км². Название лесов происходит от древнегреческого именования места их произрастания — Гиркании.
5 июля 2019 года гирканские леса, находящиеся на территории Ирана, были включены в список объектов всемирного наследия ЮНЕСКО. Азербайджанская часть Гирканских лесов внесена в список 17 сентября 2023 года.

## Описание
В Иране лесной экорегион занимает площадь побережья вдоль Каспийского моря и северные склоны гор Эльбурса. Он охватывает части пяти провинций Ирана с востока на запад, включая: Северный Хорасан, Голестан (полностью южные и юго-западные районы, а также части восточных районов равнины Горган), Мазандаран, Гилан, Ардебиль. Национальный парк Голестан и водораздел Шастколатех находятся в провинции Голестан и Мазандаран. Часть лесов используется в коммерческих целях, часть находится под защитой, остальные считаются лесными угодьями или чрезмерно используемыми лесами. Лесные водоразделы Масулех, Галех-Рудхан и Астара находятся в провинции Гилан и провинции Ардебиль. На более высоких возвышениях к югу лесной экорегион переходит в лесостепной экорегион Эльбурского хребта.
На юго-востоке Азербайджана этот экорегион включает Ленкоранскую низменность и Талышские горы. Заповедные места находятся на высотах до 1 000 метров над уровнем моря. На территории лесов в 2004 году был учрежден Гирканский национальный парк, который полностью располагается в пределах Ленкоранского и Астаринского районов Азербайджана. Изначально Гирканский национальный парк занимал территории Гирканского государственного заповедника, созданного в 1936 году. В 2008 году его территория была расширена в 2 раза.
Климат влажный субтропический, на средних высотах — морской, в горах — влажный континентальный, большая часть осадков выпадает осенью, зимой и весной. Горный массив Эльбурс является самым высоким горным массивом на Ближнем Востоке, который улавливает влагу Каспийского моря.

## Флора

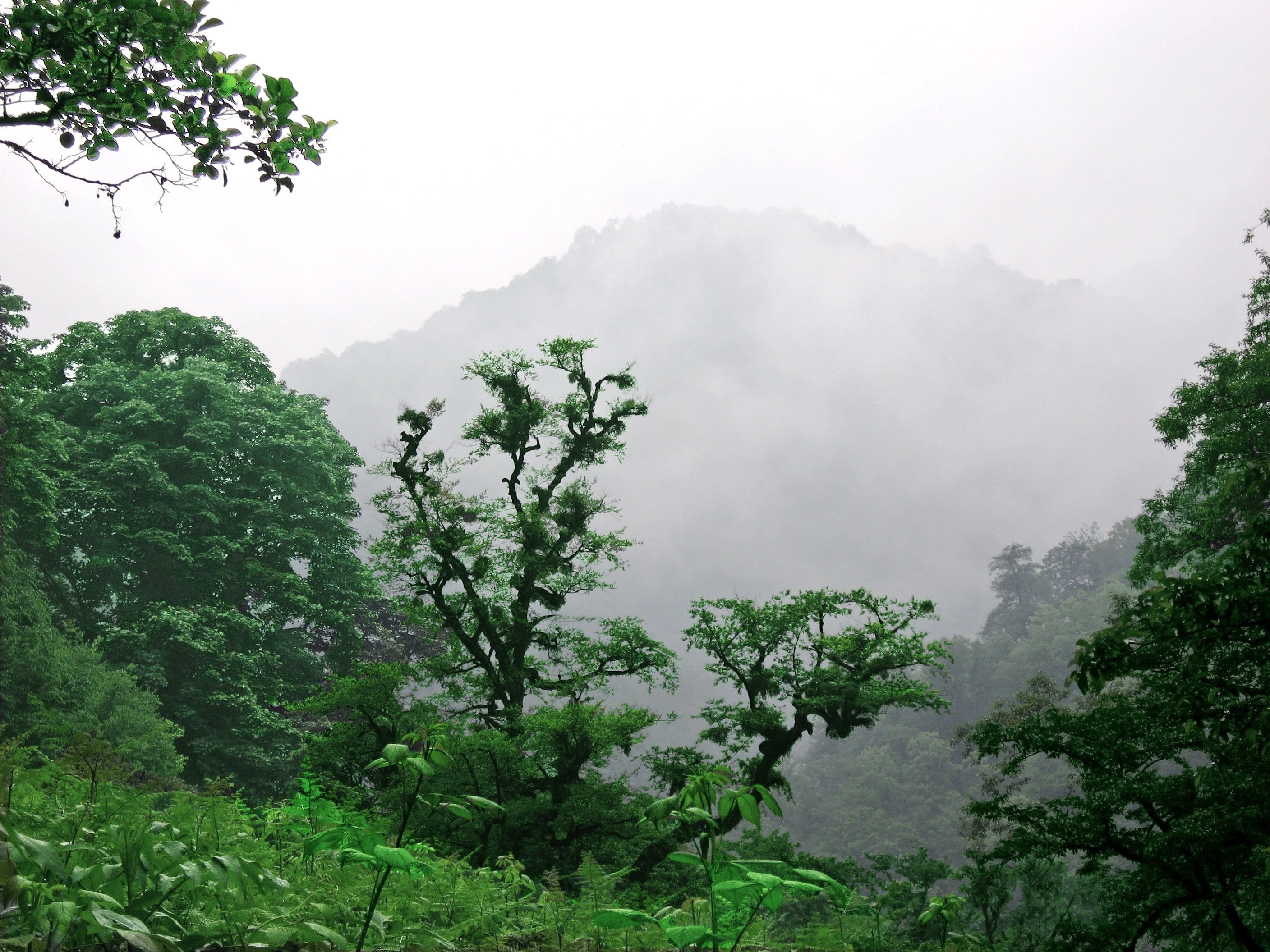
Широколиственный лес в провинции Гилан, Иран

Естественная лесная растительность представлена лиственным породами. 32,7% объёма гирканского леса приходится на бук восточный (Fagus orientalis). Главной особенностью региона является практически полное отсутствие хвойных. Присутствуют только реликтовые виды хвойных, в том числе тис ягодный (Taxus baccata), кипарис вечнозелёный (Cupressus sempervirens), плосковеточник восточный (Platycladus orientalis), а также некоторые виды можжевельника (Juniperus sp.).
Прибрежные равнины Каспийского моря когда-то были покрыты дубом каштанолистным (Quercus castaneifolia), вечнозелёным самшитом (Búxus sempervírens), чёрной ольхой (Álnus glutinósa), сердцелистной ольхой (Alnus subcordata) и каспийским тополем (Populus caspica), но эти леса были почти полностью вырублены и превращены в городские и сельскохозяйственные угодья.
Влага, собирающаяся на нижних склонах Талышских гор гор и Эльбурса ниже 700 метров, питает разнообразные влажные леса, включающие дуб каштанолистный (Quércus castaneifólia), европейский граб (Cárpinus bétulus), парротию персидскую (Parrotia persica), дзелькву граболистную (Zelkova carpinifolia), альбицию ленкоранскую (Albizia julibrissin) и хурму кавказскую (Diospyros lotus), а также кустарники родов остролист (Ílex), иглица (Rúscus), даная (Danaë), лиановые смилакс (Smílax), плющ Пастухова (Hedera pastuchovii). Персидское железное дерево (Parrotia persica) является эндемичным для Талышских гор и северного Ирана.
На средних высотах от 700 до 1 500 метров доминирующим видом деревьев в этой облачной зоне является бук восточный (Fāgus orientālis) в чистых и смешанных насаждениях с другими благородными породами древесины, такими как дуб каштанолистный (Quércus castaneifólia), дуб крупнопыльниковый (Quercus macranthera), европейский граб (Cárpinus bétulus), восточный граб (Carpinus orientalis), сладкий каштан (Castánea satíva). По своему флористическому составу эти буковые леса связаны с европейскими лесами и схожи с буковыми лесами Балкан. Тем не менее, местные условия экспозиции горных склонов и эдафические факторы, такие как влажность и глубина почвы, влияют на определение состава растительности, что в целом приводит к созданию различных буковых сообществ.
Верхняя горная и субальпийская зоны характеризуются Кавказским дубом, Восточным грабом, кустарниками и степными растениями. Горная тундра и луга встречаются на самых высоких отметках.
Другие местные виды деревьев включают гледичию каспийскую (Gleditsia caspica), клён бархатистый (Acer velutinum), клён колхидский (Ácer cappadócicum), ясень обыкновенный (Fráxinus excélsior), вяз шершавый (Úlmus glábra), черешню (Prúnus ávium), береку (Sorbus torminalis) и липу крупнолистную (Tília platyphýllos).

## Фауна
На сегодняшний день в лесах зарегистрировано 180 видов птиц, типичных для широколиственных лесов умеренного пояса, а также 58 видов млекопитающих. Крупными млекопитающими являются кавказский леопард (Panthera pardus ciscaucasica), рысь (Lynx lynx), бурый медведь (Ursus arctos), дикий кабан (Sus scrofa), волк (Canis lupus), золотистый шакал (Canis aureus), камышовый кот (Felis chaus), барсук (Meles meles), выдра (Lutra lutra).
Экорегион является важной зоной отдыха для птиц, мигрирующих между Россией и Африкой, и, таким образом, является ключевой средой обитания для многих видов птиц. Некоторые виды: серый гусь (Anser anser), белолобый гусь (Anser albifrons), стрепет (Tetrax tetrax), каравайка (Plegadis falcinellus), обыкновенная колпица (Platalea leucorodia), ночная цапля (Nycticorax nycticorax), краснозобая казарка (Branta ruficollis), сапсан (Falco peregrinus), кудрявый пеликан (Pelecanus crispus), жёлтая цапля (Ardeola ralloides), розовый фламинго (Phoenicopter), савка (Oxyura leucocephala), каспийский улар (Tetraogallus caspius).

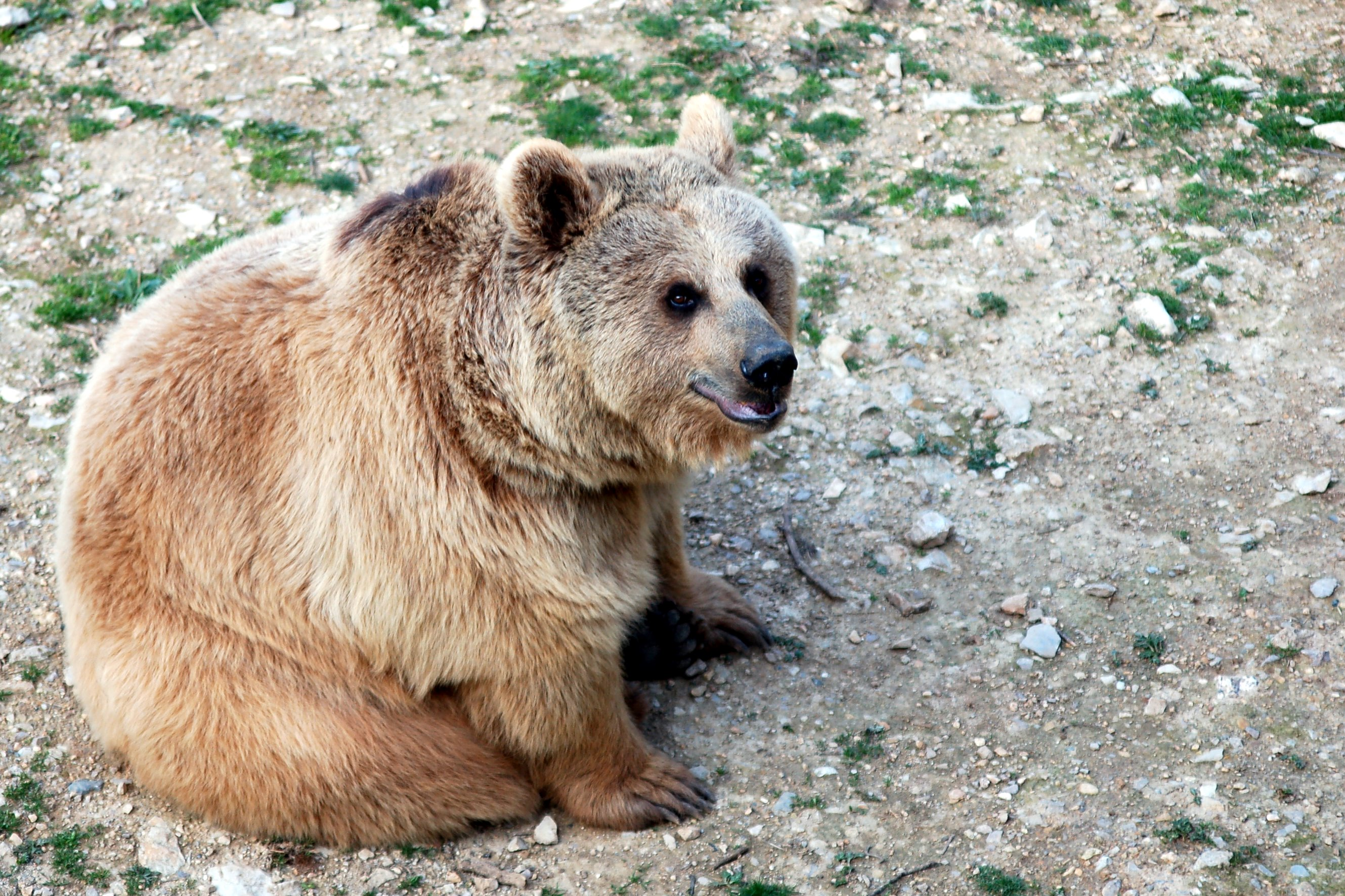
Бурый медведь
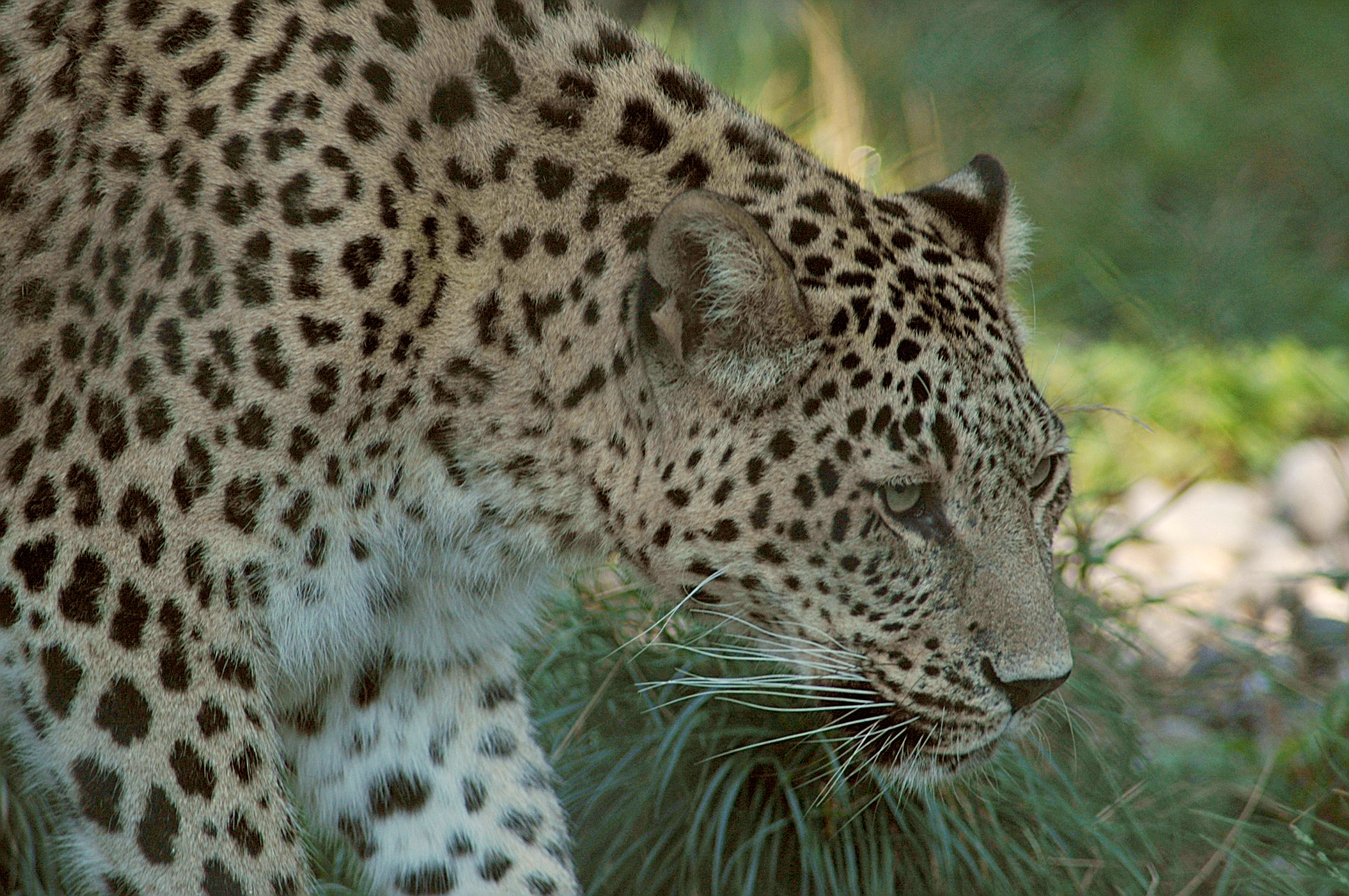
Иранский леопард
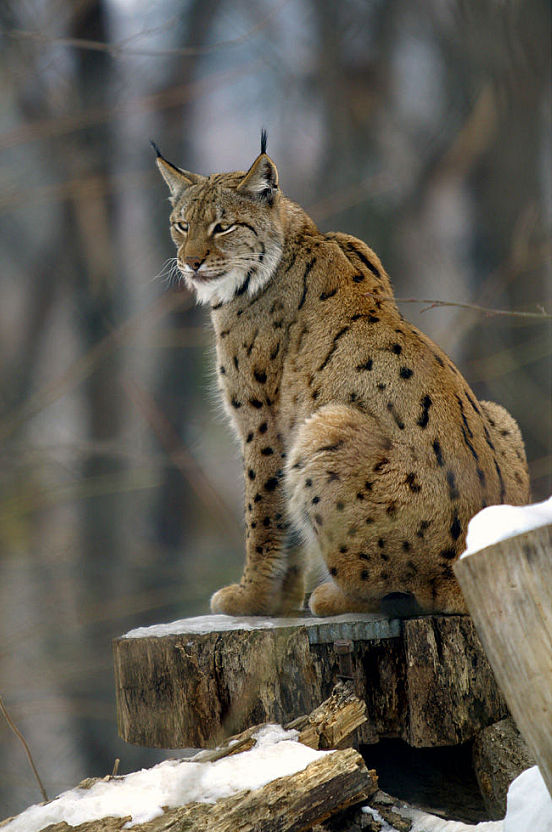
Обыкновенная рысь
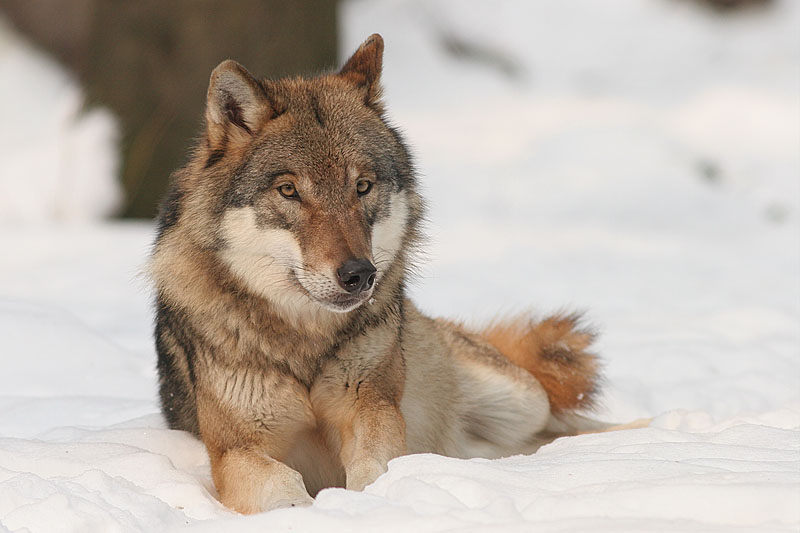
Волк
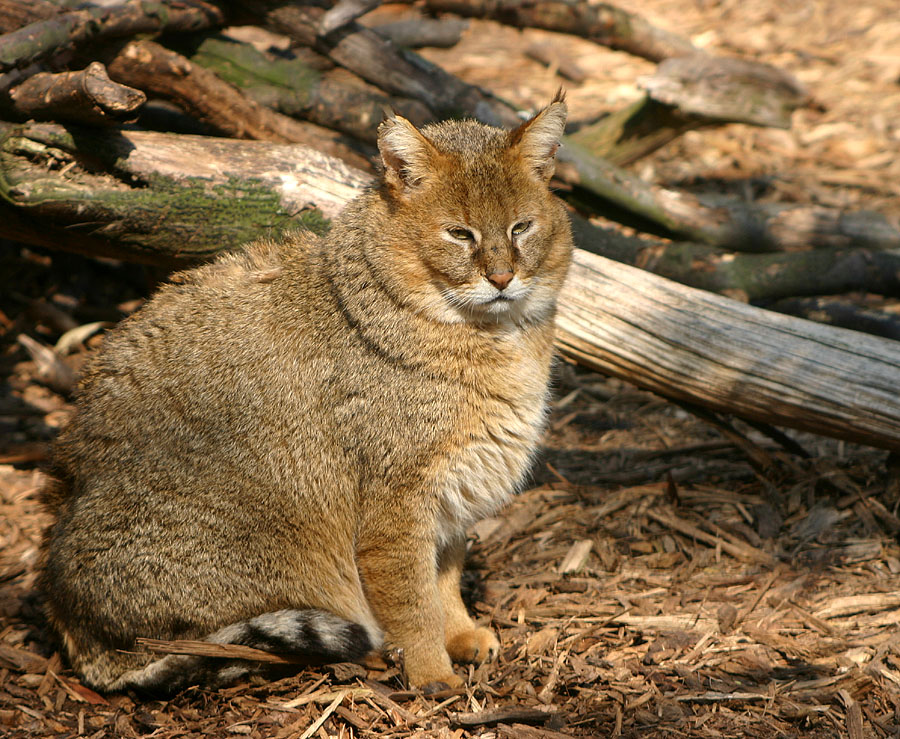
Камышовый кот
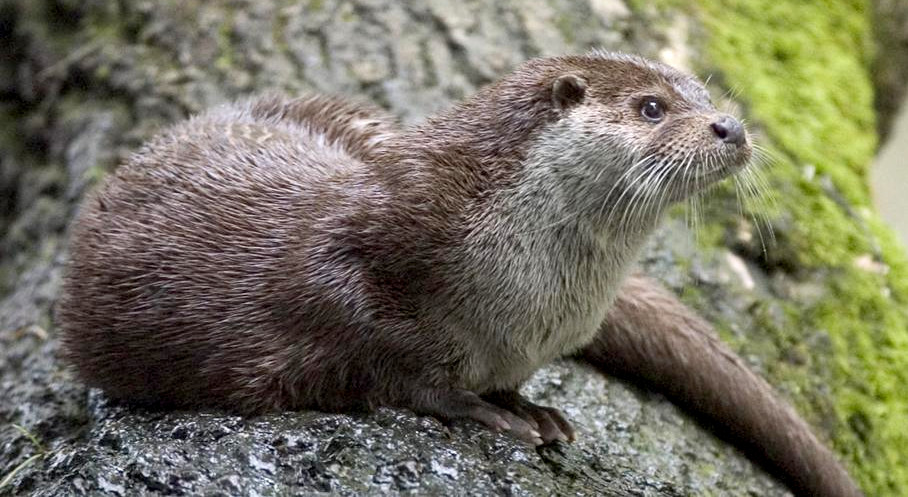
Выдра
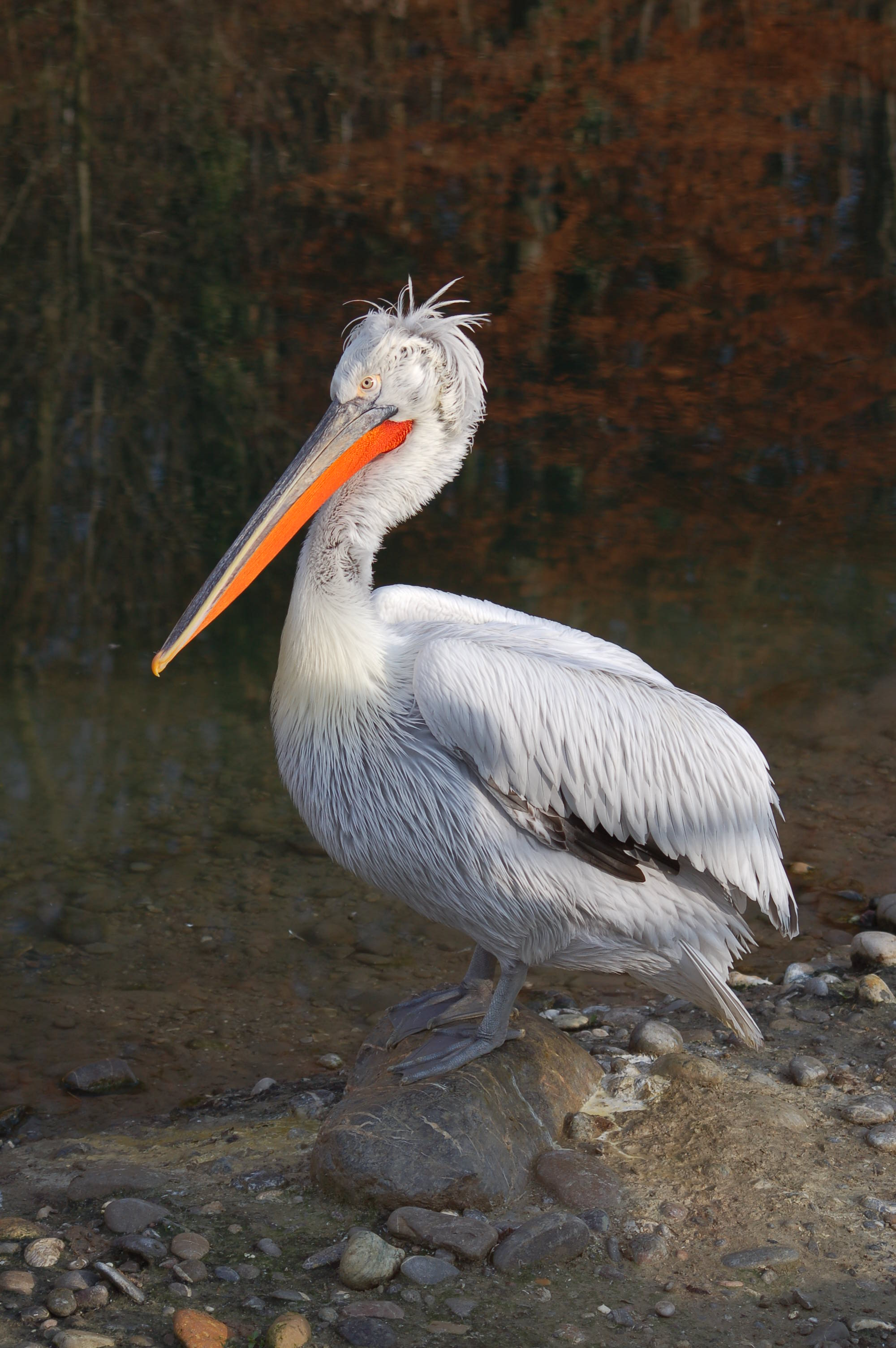
Кудрявый пеликан
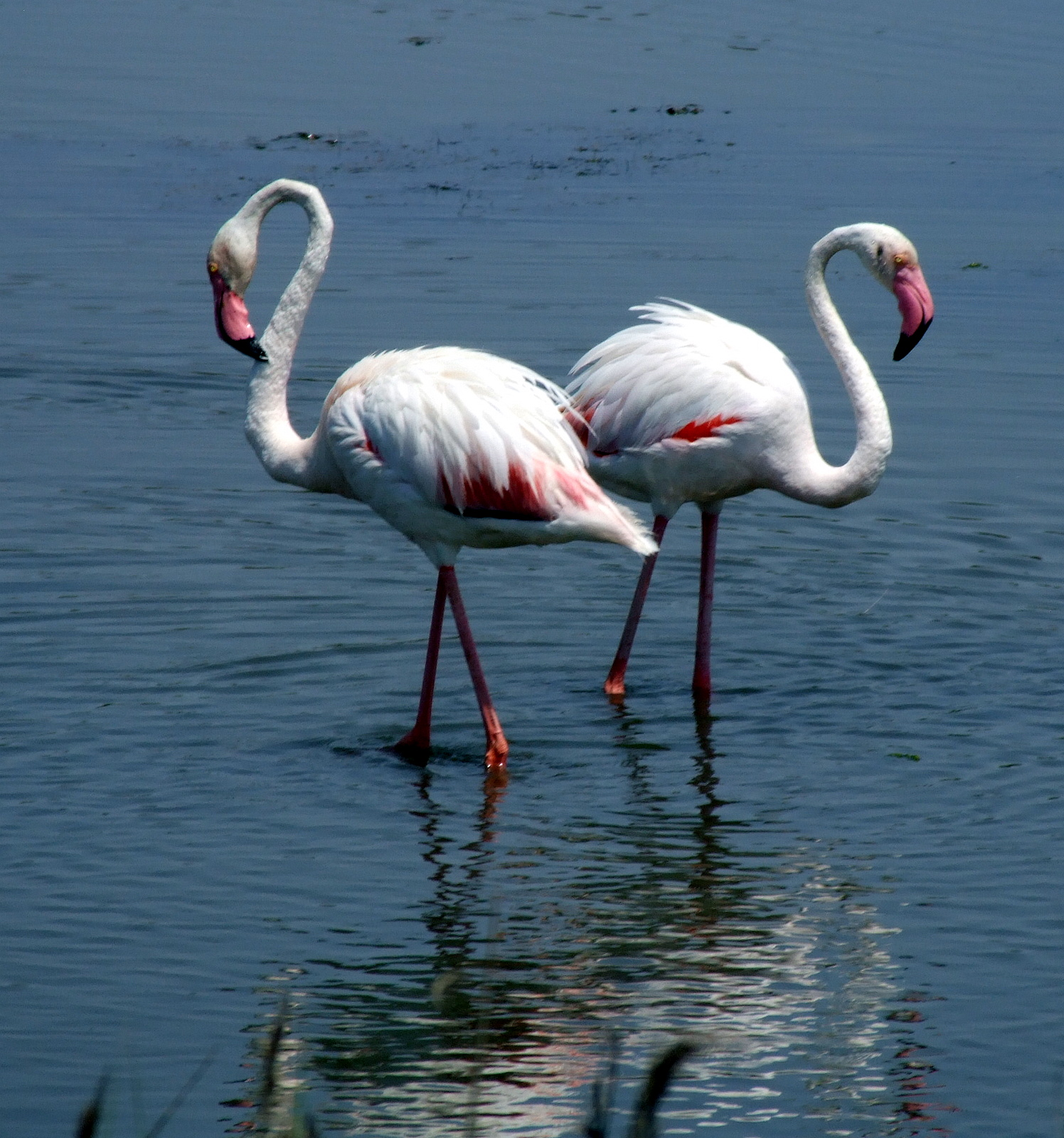
Розовый фламинго

## Охраняемые районы
Разнообразие и эндемичность видов, представленных в экорегионе, делают его важным для сохранения. Среде обитания в этом экорегионе угрожает превращение в чайные, овощные, фруктовые и виноградные плантации, неустойчивое лесоводство и браконьерство.
Существующие охраняемые территории в Азербайджане включают в себя:
- Кызылагаджский заповедник — 88,4 км²
- Гирканский национальный парк — 427,97 км²

Существующие охраняемые территории в Иране включают в себя:
- Национальный парк Голестан
- Охраняемая территория Джахан Нама
- Центральный заповедник Альборз
- Лизар охраняемая территория
- Охраняемая территория Сиах Кешим
- Заповедник Доданге
- Дикая природа Мьянкалех
- Природный заповедник Сельке
- Даштеназский заповедник